# Шпаркос білобровий
Шпа́ркос білобровий (Leistes superciliaris) — вид горобцеподібних птахів родини трупіалових (Icteridae). Мешкає в Південній Америці.

## Опис
Довжина птаха становить 17-18 см. Самці мають переважно чорне забарвлення, на нижній частині тіла і на плечах у них яскраво-червоні плями, над очима білі "брови". У самиць верхня частина тіла темно-коричнева, пера на ній мають охристі краї. Нижня частина тіла охриста. На тімені світлі смуги, над очима світлі "брови". Забарвлення молодих птахів є подібне до забарвлення самиць, однак дещо блідіше.

## Поширення і екологія
Білоброві шпаркоси мешкають в Перу, Болівії, Бразилії, Аргентині, Парагваї і Уругваї, трапляються в Чилі. Частина південних популяцій взимку мігрують на північ. Білоброві шпаркоси живуть на відкритих місцевостях, зокрема на луках, полях і пасовищах, на висоті до 2500 м над рівнем моря. Живляться комахами і насінням. Гніздо чашоподібне, глибоке, розміщується на землі серед високої трави. В кладці 3-5 червонувато-коричневих яєць, поцяткованих зеленуватими плямами. Білоброві шпаркоси іноді стають жертвами гніздового паразитизму синіх вашерів.